# Guy Oliver Nickalls
Guy Oliver „Gully“ Nickalls (* 4. April 1899 in Wycombe; † 26. April 1974 in London) war ein britischer Ruderer.
Der Sohn des Olympiasiegers Guy Nickalls gewann zusammen mit Richard Lucas den Wettbewerb im Zweier ohne Steuermann bei der Henley Royal Regatta 1920. Im gleichen Jahr gehörten Nickalls und Lucas zu dem Achter des Leander Club, der bei den Olympischen Spielen 1920 die Silbermedaille hinter dem US-Achter gewann. Nickalls und Lucas gewannen 1922 noch einmal in Henley, nachdem sie 1921 das Finale verloren hatten. 
Nickalls, der am Magdalen College in Oxford studierte, trat von 1921 bis 1923 dreimal für Oxford im Boat Race gegen Cambridge an. 1923 war er beim einzigen Oxford-Sieg zwischen 1920 und 1936 Präsident des Bootes aus Oxford. 1928 trat Nickalls mit dem Achter des Thames Rowing Club bei den Olympischen Spielen 1928 an und gewann wie acht Jahre zuvor Silber hinter dem US-Achter.